# Joshua Kirby
John Joshua Kirby, född 1716 i Parham, död 1774 i Kew, var en engelsk målare och tecknare. Han var son till John Kirby, far till Sarah Trimmer och farbror till William Kirby.
Hans vän och lärare Thomas Gainsborough introducerade honom i landskapsmåleriet. Han ägnade sig snart åt perspektivläran, utgav en handbok i denna (1754) och blev en ansedd teckningslärare (den senare kung Georg III var således hans elev och välgörare). Kirby utställde olika prospekt från Richmond Park, som Woollett stack; han etsade också (prospekt från Suffolk 1748).